# Kraichgau
Kraichgau – pagórkowata wyżyna znajdująca się na terenie Badenii-Wirtembergii, na pograniczu krain historycznych Palatynatu Reńskiego, Wirtembergii i Badenii. Od północy przechodzi w Odenwald, od południa w Schwarzwald; od wschodu ogranicza ją rzeka Neckar, od zachodu Nizina Górnoreńska. Najwyższy szczyt Steinsberg wznosi się 333 m n.p.m. w granicach administracyjnych miasta Sinsheim; ze znajdującej się na nim wieży zamkowej rozciąga się widok na rozległą okolicę. Wyżyna zajmuje powierzchnię 1630 km², jest gęsto zaludniona i posiada gęstą sieć komunikacyjną; rozwinięte rolnictwo, w tym uprawa winorośli. Liczne solanki spowodowały rozwój uzdrowisk  Największe miasta znajdują się na skraju wyżyny: Karlsruhe, Pforzheim, Heilbronn.